# ۱۰۸۴ (خورشیدی)
۱۰۸۴ هزار و هشتاد و چهارمین سال هجری خورشیدی است.